# Buffalo Airways
Buffalo Airways er et familieejet flyselskab fra Canada. Selskabet har hovedkontor i Hay River i Northwest Territories og hub på Yellowknife Airport i Yellowknife. Hay River Lufthavn er selskabets anden hovedlufthavn.
Selskabet fløj i februar 2012 regulære rute- charter og fragtflyvninger. Desuden havde selskabet operationer indenfor brandslukning fra luften, samt lufttransport af flydende brændstof. Flyflåden bestod af 51 ældre propelfly.

## Historie
Selskabet blev grundlagt 13. maj 1970 af Joe McBryan, kaldet "Buffalo Joe", da han købte et Douglas DC-3 fly. Buffalo Airways startede med at operere charterflyvinger fra dets base på Yellowknife Lufthavn i Yellowknife, hovedbyen i det canadiske territorium Northwest Territories. Hurtigt blev der tilføjet fragtflyvninger på rutekortet, og flere DC-3 samt DC-4 blev tilføjet flyflåden. Flyvninger skete indenfor Northwest Territories og rundt om Great Slave Lake.
Buffalo Airways fløj i slutningen af 1970'erne primært flyvninger med gods, brændstof og passagerer for mineselskaber baseret i Northwest Territories. Da mange af selskaberne i 1980 lukkede forsvandt også meget af Buffalos indtjening, og selskabet gik konkurs. Det blev hurtig reetableret og startede igen flyvninger med DC-3 og DC-4. Da der blev fundet diamanter i området, kom der igen gang i mineindustrien og dermed brug for Buffalos kompetencer.
I februar 2012 havde selskabet én fast ruteflyvning imellem Yellowknife og Hay River Lufthavn, hvor selskabet også har hovedkontor. Buffalo Airways fragtede næsten alt der kan transporteres med fly.

### Ice Pilots NWT
Buffalo Airways og dets personale er hovedpersonerne i den canadiske reality-tv-dokumentar Ice Pilots NWT. Serien er indtil videre blevet produceret i tre sæsoner fra 2009 til 2011, og handler om de udfordringer det ekstreme vejr i Nordcanada giver for et flyselskab.

## Flyflåde
Flyflåden bestod i februar 2012 af 51 fly, hvoraf de alle var propelfly og mange af modellerne stammer tilbage fra 2. verdenskrig.
Uddrag af flyflåden
| - 2 Lockheed 188AF Electra - 2 Beech 95-C55 Baron - 2 Beech 65-A90 King Air - 3 Beech 96 Travel Air - 6 Canadair CL-215-1A10 - 4 Consolidated Vultee PBY-5A Canso | - 1 Cessna 185E Skywagon - 1 Noorduyn Norseman V - 12 C-54 Skymaster (DC-4 ) - 1 Convair CV-240 - 3 Curtiss C-46 (A,D,F-Series) - 6 Douglas C-47 (DC-3) - i brug 2017 |  |